# Imantação
A imantação é um método de separação de misturas, utilizando-se um imã para separar material magnético de material não magnético.
A imantação é muito usada na reciclagem para recuperação de objetos de metal jogados no lixo.